# تاكو (اليابان)
تاكو هي بلدية في اليابان، وبلدة في اليابان، تقع في مقاطعة سانوه، بلغ عدد سكانها 5,191 نسمة وذلك حسب إحصائيات سنة 2018، تبلغ مساحتها 241.98 كيلومتر مربع.

## الموقع
تشترك في الحدود مع:
- مقاطعة سانوه  [لغات أخرى]‏
- هاتشيمانتاي، إيواته
- نينوهي، إيواته
- كازونو، أكيتا.